# Løken
Løken este o localitate din comuna Aurskog-Høland, provincia Akershus, Norvegia, cu o suprafață de 1,44 km² și o populație de 1.493 locuitori (2013).